# War Is Over!
War Is Over! Inspired by the Music of John and Yoko é um curta-metragem de animação de 2023 dirigido por Dave Mullins. O curta de 11 minutos foi inspirado e apresenta o hino da paz de John Lennon e Yoko Ono "Happy Xmas (War Is Over)". O filme foi escrito por Dave Mullins , com história de Dave Mullins e Sean Ono Lennon. O filme foi produzido por Brad Booker e a produção foi feita pelo estúdio de animação ElectroLeague de Booker e Mullins, com sede em Los Angeles, em parceria com Lenono Music, Sean Ono Lennon e Yoko Ono. O compositor indicado ao Oscar Thomas Newman criou a trilha sonora do filme.
O filme foi selecionado para o 96º Oscar na categoria Melhor Curta-Metragem de Animação.

## Enredo
Numa realidade alternativa da Primeira Guerra Mundial, um pombo heróico transmite mensagens pelo campo de batalha, de um lado para o outro. As mensagens são trocadas por dois soldados de lados opostos, que, sem saber quem é o adversário, jogam xadrez um contra o outro. À medida que a luta e o jogo aumentam, eles continuam a trocar seus movimentos de xadrez, executados pelo corajoso pombo. Quem quer que ganhe o jogo, o certo é que não há vencedores na guerra.

## Produção
War Is Over! é um curta-metragem 3D animado por computador produzido pela ElectroLeague. A animação e os efeitos visuais foram criados pela empresa de efeitos de Peter Jackson, Wētā FX, com sede na Nova Zelândia. Unreal Engine da Epic Games foi usado na produção para criar as imagens. O filme foi editado por John K. Carr e trilha sonora do compositor indicado ao Oscar Thomas Newman.